# ستایش از یک مرد بد
ستایش از یک مرد بد (انگلیسی: Tribute to a Bad Man) فیلمی وسترن به کارگردانی رابرت وایز است که در سال ۱۹۵۶ منتشر شد.

## بازیگران
- جیمز کاگنی
- استیون مک‌نالی
- ایرنه پاپاس
- ویک مورو
- جیمز گریفیث
- جانت نولان
- لی وان کلیف
- آنسلو استیونس
- باد آزبورن